# Home Park
Home Park er et fodboldstadion i Plymouth i England, der er hjemmebane for League One-klubben Plymouth Argyle F.C. Stadionet har plads til 18.173 tilskuere, og alle pladser er siddepladser. Det blev indviet i år 1893, men har flere gange, senest i 2001 gennemgået renoveringer. 